# Nika Kočarov
Nikoloz Kočarov (gruzinsko ნიკოლოზ კოჩაროვი) znan kot Nika Kočarov, (gruzinsko ნიკა კოჩაროვი) je gruzijski kantavtor, skladatelj, glasbenik in igralec *22. junij 1980

## Kariera
Kočarov se je rodil leta 1980 v Tbilisiju v Gruziji. Svojo glasbeno kariero je začel pri 15 letih, ko je ustanovil svojo prvo skupino Nadzvis Khe. Leta 2001 je ustanovil Young Georgian Lolitaz, najuspešnejšo skupino v Gruziji v 2000-ih. Leta 2006 se je preselil v London, ko je podpisal pogodbo z glasbeno založbo 4 Real Records. 
Leta 2016 je zastopal Gruzijo na pesmi Evrovizije 2016 z Young Georgian Lolitaz s pesmijo »Midnight Gold«. Nastopili so v drugem polfinalu in se uvrstili na 9. mesto in se uvrstili v finale in s 104 točkami končali na 20. mestu v finalu. Na tekmovanju leta 2017 je bil tiskovni predstavnik Gruzije. 
Po poročanju Wiwibloggs je Kočarov morda del skupine Circus Mircus, ki je zastopala Gruzijo na Pesmi Evrovizije 2022.  Kočarov je bil skupaj z drugimi člani skupine Young Georgian Lolitaz bili uvrščeni na seznam članov možnih, da bi bili Circus Mircus, mediji pa so opazili podobnosti v videzu med Kočarovom in Igorjem von Lichtensteinom iz Circus Mircus.

## Diskografija

### Pesmi
- »Trivial Truths« (2020)
- »RIver« (skupaj s George Sikharulidze, 2021)